# Sin Boy
Теодор Агустин Гега (грч. Θεόδωρος Αγκουστίν Γκέγκα; Неа Јонија, 18. август 1994), познат као Sin Boy, грчки је репер, певач и текстописац.

## Биографија
Рођен је 18. августа 1994. године у албанској породици у Неа Јонији. Описујући своје детињство, навео је да је био жртва расизма највише због свог албанског порекла.
Године 2019. започео је везу с албанском певачицом Рином Баљај. Током интервјуа у Грчкој, изјавио је да не тражи грчко држављанство због обавезне војне службе.

## Дискографија
Студијски албуми
- (2019)
- (2020)
- (2020)
- (2021)
- (2022)
- (2022)
- (2023)
- (2023)